# Podunají

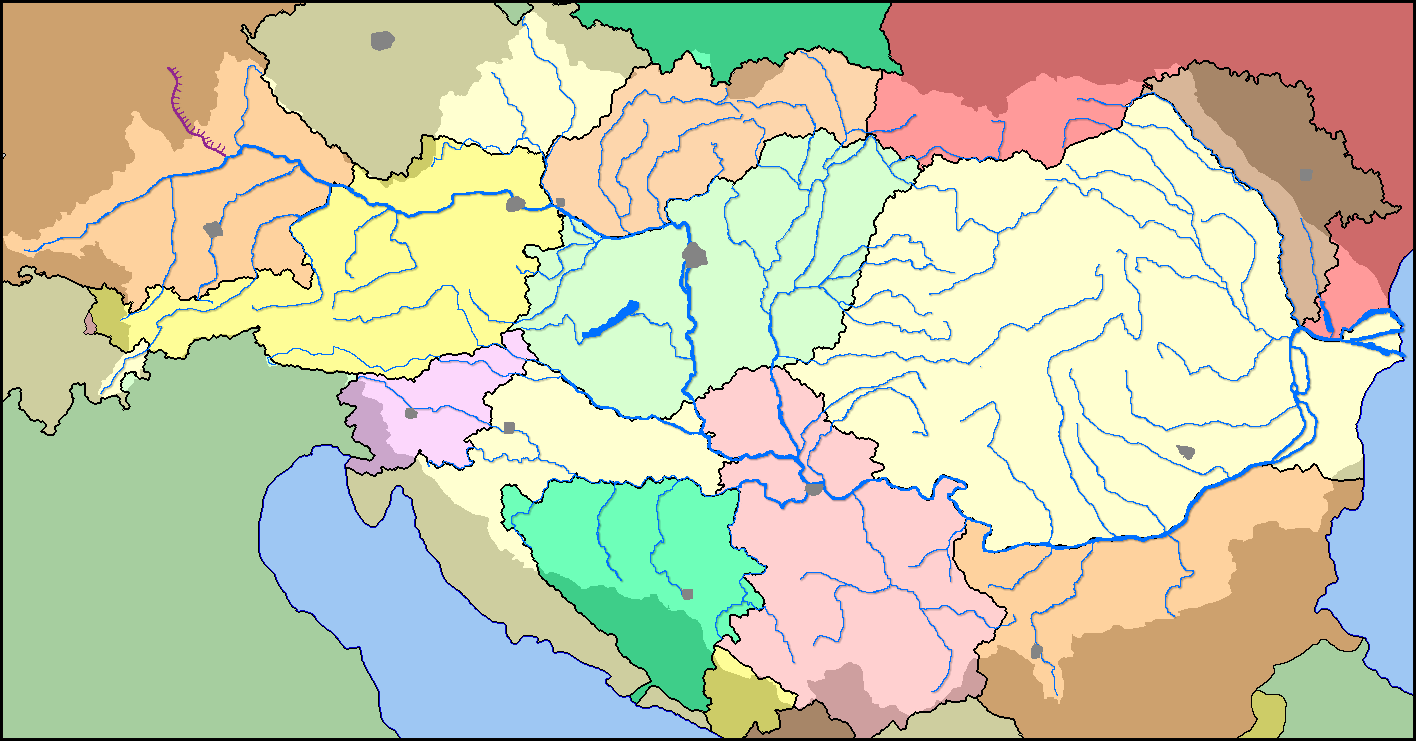
Mapa povodí Dunaje (světle) na podkladě politických hranic

Podunají je označení geografické oblasti nebo skupiny států ležící na toku, případně na povodí evropského veletoku Dunaje. Zahrnuje velkou část střední Evropy a téměř celou jihovýchodní Evropu.
Jako Podunajská monarchie se běžně označuje historické středoevropské soustátí pod vládou Habsburků (jinak též Habsburská monarchie), kam patřilo Rakouské arcivévodství, České země, Uherské království a další území. Teprve roku 1804 tento útvar získal oficiální zastřešující název Rakouské císařství (později Rakousko-Uhersko).
V první polovině 20. století se objevilo několik konceptů tzv. Podunajské federace (něm. Donauföderation), která měla být transformací či nástupcem rakousko-uherské monarchie.
V němčině se pro Podunají rozlišují termíny Donauländer („Podunajské země“) a Donauraum („Podunajský prostor“). Zatímco první z nich označuje primárně státy zastoupené v Dunajské komisi, druhý má obecnější význam zahrnující i společnou historii a kulturu.